# Shōgo Nishikawa
Shōgo Nishikawa (japanisch 西河 翔吾 Nishikawa Shōgo; * 1. Juli 1983 in der Präfektur Hiroshima) ist ein japanischer Fußballspieler.

## Karriere
Nishikawa erlernte das Fußballspielen in der Schulmannschaft der Numata High School und der Universitätsmannschaft der Hiroshima-Shudo-Universität. Seinen ersten Vertrag unterschrieb er 2004 bei den Sanfrecce Hiroshima. Der Verein spielte in der höchsten Liga des Landes, der J1 League. Für den Verein absolvierte er 20 Erstligaspiele. Im September 2006 wurde er an den Zweitligisten Tokushima Vortis ausgeliehen. Für den Verein absolvierte er 85 Ligaspiele. 2009 kehrte er zu Sanfrecce Hiroshima zurück. Im Juni 2009 wechselte er zum Ligakonkurrenten Montedio Yamagata. Am Ende der Saison 2011 stieg der Verein in die J2 League ab. Am Ende der Saison 2014 stieg der Verein wieder in die J1 League auf. Für den Verein absolvierte er 143 Ligaspiele. 2016 wechselte er zum Zweitligisten Yokohama FC. Für den Verein absolvierte er 77 Ligaspiele. 2018 wechselte er zum Ligakonkurrenten Tochigi SC. Für den Verein absolvierte er 17 Ligaspiele. 2019 wechselte er zum Ligakonkurrenten FC Ryukyu. Für den Verein absolvierte er sechs Ligaspiele.

## Erfolge
Montedio Yamagata
- Kaiserpokal

Finalist: 2014